# Lockridge
Lockridge és una població dels Estats Units a l'estat d'Iowa. Segons el cens del 2000 tenia 275 habitants.

## Demografia
Segons el cens del 2000, Lockridge tenia 275 habitants, 103 habitatges, i 73 famílies. La densitat de població era de 145,4 habitants/km².
Dels 103 habitatges en un 33% hi vivien nens de menys de 18 anys, en un 55,3% hi vivien parelles casades, en un 12,6% dones solteres, i en un 29,1% no eren unitats familiars. En el 22,3% dels habitatges hi vivien persones soles el 5,8% de les quals corresponia a persones de 65 anys o més que vivien soles. El nombre mitjà de persones vivint en cada habitatge era de 2,67 i el nombre mitjà de persones que vivien en cada família era de 3,11.
Per edats la població es repartia de la següent manera: un 31,3% tenia menys de 18 anys, un 8,4% entre 18 i 24, un 29,5% entre 25 i 44, un 22,9% de 45 a 60 i un 8% 65 anys o més.
L'edat mediana era de 32 anys. Per cada 100 dones de 18 o més anys hi havia 96,9 homes.
La renda mediana per habitatge era de 31.250 $ i la renda mediana per família de 38.750 $. Els homes tenien una renda mediana de 30.000 $ mentre que les dones 22.679 $. La renda per capita de la població era de 14.347 $. Entorn del 5,5% de les famílies i el 9,6% de la població estaven per davall del llindar de pobresa.

## Poblacions més properes
El següent diagrama mostra les poblacions més properes.